# Stern (Abtei)
Stern (ladinisch La Ila; italienisch La Villa) ist ein Dorf in Südtirol bzw. Ladinien. Die an der Gader und der SS 244 gelegene Ortschaft gehört zur Gemeinde Abtei im oberen Gadertal; dieses verzweigt sich bei Stern in einen südöstlichen und einen südwestlichen Ast. Umgeben ist Stern von Berggipfeln der Dolomiten: Westseitig werden diese der Puezgruppe, ostseitig der Fanesgruppe zugerechnet.
Die Kirche von Stern stammt aus dem Jahr 1516 und ist der Heiligen Maria ad Stellam gewidmet. Von ihr hat der Ort seinen Namen. Heute ist Stern als Teil der Ferienregion Alta Badia stark touristisch geprägt und bietet von November bis April Skibetrieb. In Stern gibt es mehrere Bildungseinrichtungen für die ladinische Sprachgruppe. Diese umfassen eine Grundschule, eine Mittelschule und das Oberschulzentrum der ladinischen Ortschaften, in dem die einzigen weiterführenden Schulen des Gadertals angesiedelt sind. Angeboten werden dort ein Sprachengymnasium, ein Sozialwissenschaftliches Gymnasium und eine Fachoberschule für Wirtschaft.

## Sehenswürdigkeiten
- Pfarrkirche Unsere Liebe Frau, 1516 der heiligen Maria ad Stellam gewidmet
- Schloss Colz, Ansitz, von 1536 bis 1537 als massiver Wohnturm erbaut

## Söhne und Töchter des Ortes
- Ulrich Fistill (* 1967), Theologe
- Vicky Bernardi (* 2002), Skirennläuferin